# Kurdystan (ostan)
Kurdystan (pers. ‏استان کردستان‎, sorani ‏پارێزگای کوردستان‎) – ostan w zachodnim Iranie. Stolicą jest Sanandadż.
- powierzchnia: 29 136,5 km²
- ludność: 1 493 645 (spis 2011)